# Elisabetta Gardini
Elisabetta Gardini (n. 3 iunie 1956, Padova, Italia) este o actriță și politiciană italiană.